# グローバルアクト
株式会社グローバルアクト（英称:Global Act Co., Ltd.）は、かつて存在したちゃんこ鍋・アジア料理レストランチェーン。本社を東京都杉並区に置いていた。

## 展開店舗
- ちゃんこ江戸沢
- えん屋
- 地魚屋
- 由（YOSHI）
- 唐竹家

## 沿革
- 1973年（昭和48年） - 静岡県浜松市（現・同市中央区）に第1号店をオープン。
- 1974年（昭和49年）2月14日 - 株式会社江戸沢を設立。
- 1995年（平成7年） - 株式を店頭登録。
- 1997年（平成9年） - 両国に総本店をオープン。
- 1998年（平成10年） - 東証二部に上場。
- 2006年（平成18年）10月16日 - 株式会社ジー・テイストが株式公開買付け（TOB）により当社株式の56.7%を取得。同社の子会社となる。
- 2007年（平成19年）
  - 社名を株式会社グローバルアクトに変更。
  - 8月 - 本社を東京都杉並区に移転。
- 2009年（平成21年）
  - 4月1日 - ジー・テイストが、株式会社ジー・コミュニケーションズの保有する株式35.57%のうち31.17%を取得し（37.67%→68.94%）、親会社となる。
  - 7月28日 - 上場廃止。
  - 8月1日 - 親会社であるジー・テイストに吸収合併され、解散。